# Georges Anthony
Georges Anthony var en belgisk roer (styrmand), som deltog i roning de olympiske lege 1928 i Amsterdam.
Anthony deltog ved OL 1928 i otteren, der i indledende heat tabte til USA og i opsamlingsheatet knebent til Holland. Ved de samme lege deltog han også sammen med Léon Flament og François De Coninck i toer med styrmand ved OL 1928. I indledende heat kæntrede deres hollandske modstandere, så de kvalificerede sig uden besvær til kvartfinalen. Her tabte belgierne til den franske båd, men gik ikke desto mindre videre til semifinalen, hvor de igen mødte Frankrig og igen tabte. Da den italienske båd i deres kvartfinale mod Schweiz ikke fuldførte, vandt Schweiz uden kamp i semifinalen og senere guldkampen mod Frankrig. Som eneste tabende semifinalist fik belgierne dermed bronzemedaljerne.